# جهاز مضاد الكهروستيتكي

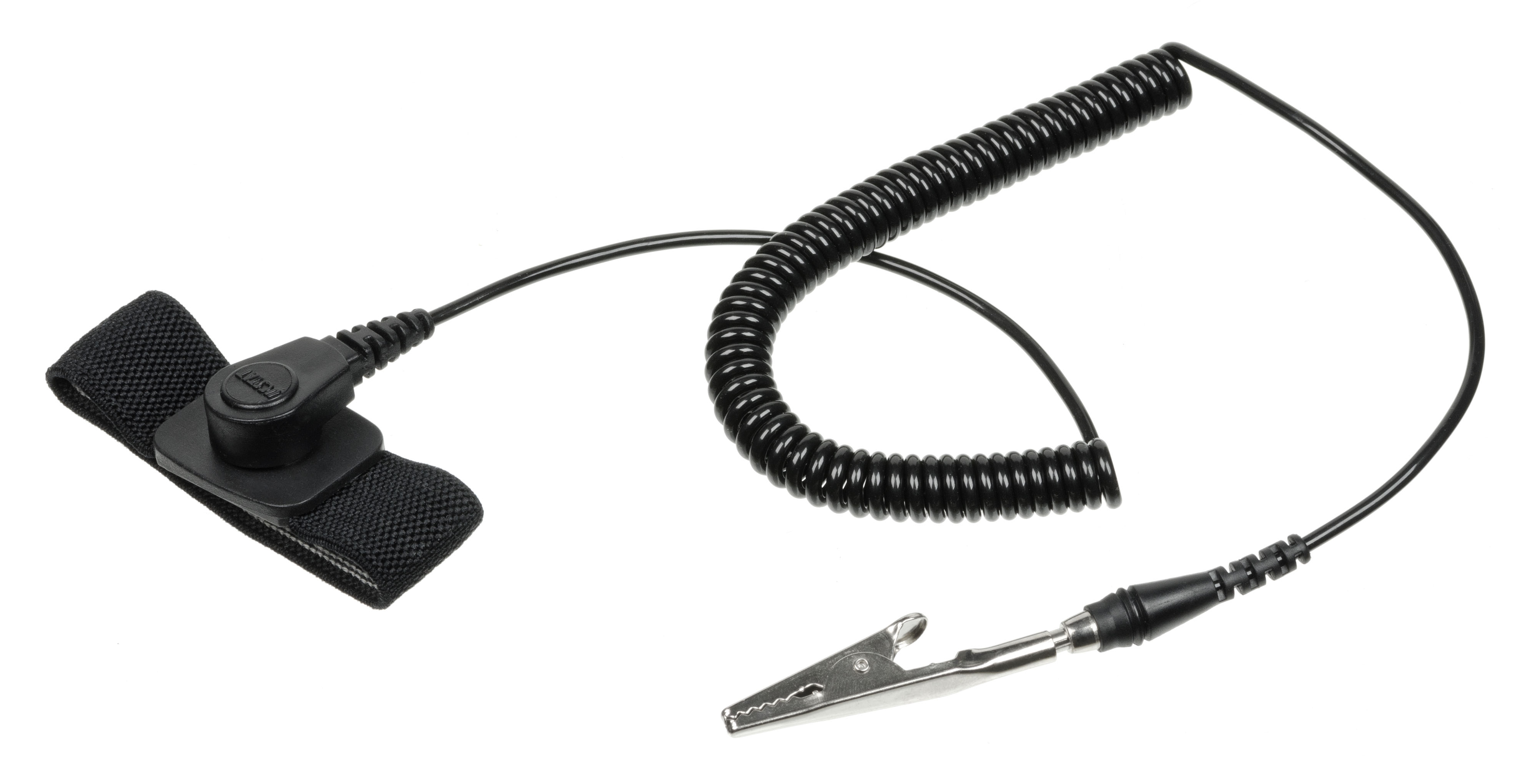

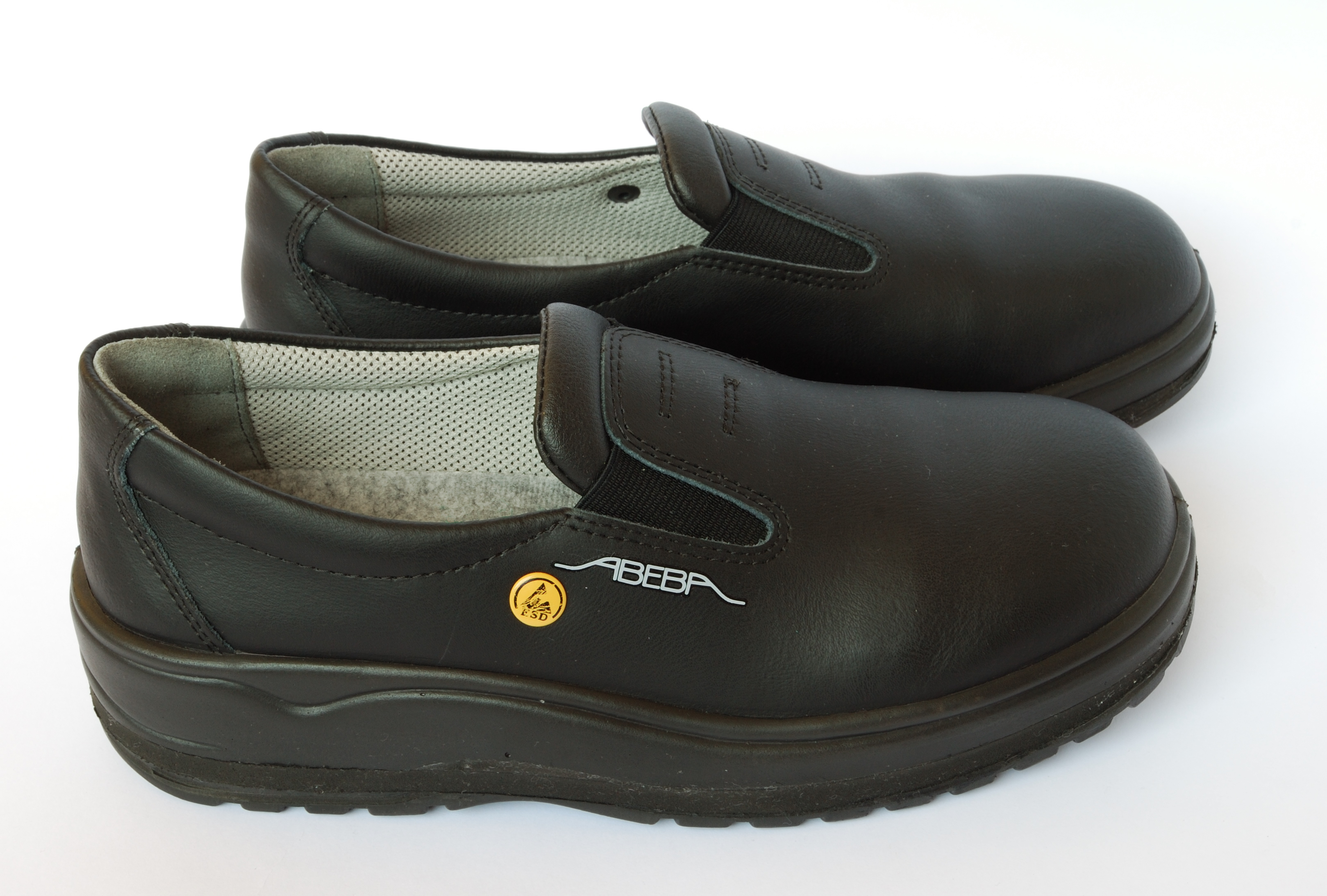

الجهاز المضاد للكهروستيتكي هو جهاز مضاد للسكون يقوم بتقليل أو منع التفريغ الكهربائي الناتج من الكهربائية الساكنة التي تودي إلى تعطل الآلات وعتاد الحاسوب. أمثال أجهزة مضادة للكهروستيتكي حقيبة مضادة للكهروستيتكي والأحذية والملابس وغيرها.